# Spits drijfhorentje
Het spits drijfhorentje (Rissoa guerinii) is een slakkensoort uit de familie van de drijfhorens (Rissoidae). De wetenschappelijke naam van de soort werd in 1843 voor het eerst geldig gepubliceerd door César A. Récluz.